# Mojre
Moire ili Mojre (grč. Μοîραι Moírai) božice su sudbine, usuda, tri sestre Suđenice, tri kćeri Zeusa i Temide ili Nikte, a neki izvori tvrde - Ananke. Njihov su pandan u rimskoj mitologiji Parke, a u nordijskoj Norne.

## Etimologija
Grčka riječ μοῖρα značila je dio, a proširivanjem značenja počela je označivati dio sudbine ili života. Tako su Suđenice dobile svoje grčko ime - Mojre.

## Karakteristike
Isprva su bile prikazivane kao jedna božica - Homer u Ilijadi govori o jednoj Mojri, a opet i o više njih. U Odiseji spominje Klothes, Kloto.
Opisivane su kao hladne, bezosjećajne, bezdušne i nemilosrdne. Često su prikazivane starim i oronulim ženama, iako je Laheza prelijepa. Bez obzira na loš glas, bile su štovane kao božice. Mladenke su im žrtvovale uvojke svoje kose i zaklinjale se u njihovo ime. Moguće je da su izvorno bile boginje rođenja.

## Mitologija
Suđenice su držale nit života, a i bogovi su ih se bojali - delfijska proročica rekla je da je i Zeus pod njihovom moći. Protiv Mojra čovjek je bio nemoćan, a isto tako njima su podređeni bogovi, jer "i nad njima vlada sudbina". Suđenice su se pojavljivale prve tri noći djetetova života da bi odredile kakav će taj život biti. Imale su najveću moć u Helena.
- Klota

Klotho (grč. Κλωθώ = "predilica")

Započinje presti nit života, tj. određuje rođenje. Njezin je pandan u rimskoj mitologiji Nona.
- Laheza

Lahesis (grč. Λάχεσις = "raspoređivač")

Prede nit, tj. čuva život. Njezin je pandan u rimskoj mitologiji Decima.
- Atropa

Atropos (grč. Ἄτροπος = "neumoljiv, neizbježan") ili Aisa

Kida nit, određuje smrt. Njezin je pandan u rimskoj mitologiji Morta.

## Poveznice
- Suđenice
- Parke
- Norne

## Vanjske poveznice
- Mojre u klasičnoj literaturi i umjetnosti (engl.)